# Justin Goosen
Justin Goosen (13 de enero de 1973) es un deportista sudafricano que compitió en judo. Ganó dos medallas de bronce en el Campeonato Africano de Judo en los años 2002 y 2005.

## Palmarés internacional
| Campeonato Africano | Campeonato Africano          | Campeonato Africano | Campeonato Africano |
| Año                 | Lugar                        | Medalla             | Categoría           |
| ------------------- | ---------------------------- | ------------------- | ------------------- |
| 2002                | El Cairo (Egipto)            | Medalla de bronce   | –100 kg             |
| 2005                | Puerto Elizabeth (Sudáfrica) | Medalla de bronce   | +100 kg             |